# Erin Cafarová
Erin Cafarová (* 9. června 1983, Modesto, Kalifornie) je americká veslařka. Je dvojnásobnou olympijskou vítězkou na osmiveslici z olympiád 2008 a 2012. Je též trojnásobnou mistryní světa.